# 拉吕塞尔讷杜特勒梅尔
拉吕塞尔讷-杜特勒梅尔（法語：La Lucerne-d'Outremer，法語發音：[la lysɛʁn dutʁəmɛʁ]）是法国芒什省的一个市镇，属于阿夫朗什区。

## 地理
拉吕塞尔讷-杜特勒梅尔（48°47'4"N, 1°25'36"W）面积14.48 平方千米，位于法国诺曼底大区芒什省，该省份为法国西北部沿海省份，西、北、东北三面环大西洋，东起顺时针与卡爾瓦多斯省、奧恩省、马耶讷省和伊勒-维莱讷省接壤。
与拉吕塞尔讷-杜特勒梅尔接壤的市镇（或旧市镇、城区）包括：勒格里蓬、福利尼、拉艾佩内勒、奥基尼、拉穆什、圣让德尚、圣皮埃尔朗热、勒塔尼、萨尔蒂伊拜博卡日。
拉吕塞尔讷-杜特勒梅尔的时区为UTC+01:00、UTC+02:00（夏令时）。

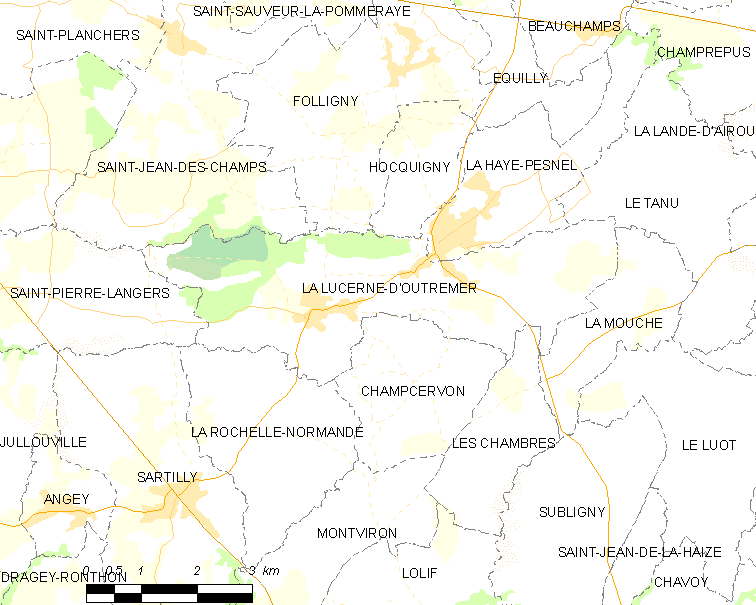
拉吕塞尔讷-杜特勒梅尔的OSM定位图

## 行政
拉吕塞尔讷-杜特勒梅尔的邮政编码为50320，INSEE市镇编码为50281。

## 政治
拉吕塞尔讷-杜特勒梅尔所属的省级选区为布雷阿勒县。

## 人口
拉吕塞尔讷-杜特勒梅尔于2022年1月1日时的人口数量为847人。

1962-2008年间拉吕塞尔讷-杜特勒梅尔人口变化图示